# Halálozások 1993-ban
Ez a szócikk az 1993-as évben elhunyt nevezetes személyeket sorolja fel.

## December
| Dátum        | Név                     | Foglalkozás / tisztség                                            | Kor | Forrás |
| ------------ | ----------------------- | ----------------------------------------------------------------- | --- | ------ |
| december 29. | Axel Corti              | osztrák újságíró, filmrendező                                     | 060 |        |
| december 29. | Xantus Gyula            | festő, egyetemi tanár                                             | 074 | –      |
| december 28. | Alfonso Balcázar        | katalán forgatókönyvíró, filmrendező, producer                    | 067 |        |
| december 28. | Ruffy Péter             | Joseph Pulitzer-emlékdíjas erdélyi magyar újságíró, író           | 079 | –      |
| december 27. | André Pilette           | belga autóversenyző                                               | 075 | –      |
| december 27. | Puskás Ferenc           | erdélyi egyháztörténész                                           | 085 | –      |
| december 26. | Halápi István           | labdarúgó                                                         | 054 | –      |
| december 26. | A. F. P. Hulsewé        | holland sinológus                                                 | 083 | –      |
| december 25. | Marian Suski            | olimpiai bronzérmes (1932) lengyel vívó                           | 088 |        |
| december 24. | Pierre Auger            | francia atomfizikus                                               | 094 |        |
| december 24. | Wilhelm Neudecker       | német vállalkozó, az FC Bayern München elnöke (1962–1979)         | 080 | –      |
| december 23. | Sveinbjörn Beinteinsson | izlandi vallási vezető                                            | 069 |        |
| december 22. | Sylvia Bataille         | francia színésznő                                                 | 085 |        |
| december 22. | Don DeFore              | amerikai színész                                                  | 080 |        |
| december 21. | Besztercei Pál          | Jászai Mari-díjas színész                                         | 069 | –      |
| december 20. | W. Edwards Deming       | amerikai statisztikus, közgazdász                                 | 093 | –      |
| december 19. | Michael Clarke          | amerikai dobos                                                    | 047 |        |
| december 19. | Somló Tamás             | Balázs Béla-díjas operatőr                                        | 064 | –      |
| december 18. | Helm Glöckler           | német autóversenyző                                               | 084 | –      |
| december 18. | Sam Wanamaker           | amerikai színész                                                  | 074 |        |
| december 17. | Janet Margolin          | amerikai színésznő                                                | 050 | –      |
| december 16. | Gilicz István           | labdarúgó                                                         | 059 | –      |
| december 16. | Mathieu Lamberty        | belga-luxemburgi zeneszerző, karmester, orgonaművész              | 082 | –      |
| december 16. | Tanaka Kakuei           | japán politikus, miniszterelnök (1972–1974)                       | 075 |        |
| december 15. | Linda Katherine Escobar | amerikai-kolumbiai biológus, botanikus                            | 053 | –      |
| december 14. | Myrna Loy               | amerikai színésznő                                                | 088 | –      |
| december 14. | Silvina Ocampo          | argentin író, költő                                               | 090 |        |
| december 12. | Antall József           | politikus, miniszterelnök                                         | 061 | –      |
| december 11. | Paul Mebus              | nyugatnémet labdarúgó                                             | 073 | –      |
| december 11. | Elvira Popescu          | román-francia színésznő                                           | 099 |        |
| december 10. | Egry Mária              | színésznő                                                         | 079 | –      |
| december 9.  | Danny Blanchflower      | északír labdarúgó, edző, újságíró                                 | 067 | –      |
| december 7.  | Félix Houphouët-Boigny  | elefántcsontparti politikus, köztársasági elnök (1960–1993)       | 088 |        |
| december 7.  | Wolfgang Paul           | Nobel-díjas német fizikus                                         | 080 |        |
| december 6.  | Don Ameche              | Oscar-díjas amerikai színész                                      | 085 | –      |
| december 5.  | Trauner Sándor          | magyar származású francia festőművész, Oscar-díjas díszlettervező | 087 |        |
| december 4.  | Frank Zappa             | amerikai zeneszerző, gitáros                                      | 053 |        |
| december 2.  | Pablo Escobar           | kolumbiai drogbáró                                                | 044 |        |
| december 2.  | Rappaport Ottó          | újságíró, színházi rendező                                        | 072 |        |
| december 1.  | Ember Győző             | történész, levéltáros, az MTA rendes tagja                        | 084 |        |

## November
| Dátum        | Név                      | Foglalkozás / tisztség                           | Kor | Forrás |
| ------------ | ------------------------ | ------------------------------------------------ | --- | ------ |
| november 28. | Kenneth Connor           | angol színész                                    | 075 | –      |
| november 28. | Joe Kelly                | ír autóversenyző                                 | 080 |        |
| november 26. | Guido Masetti            | olasz labdarúgó, edző                            | 086 | –      |
| november 26. | Bernardo Segall          | amerikai-brazil zeneszerző, zongorista           | 082 | –      |
| november 25. | Claudia McNeil           | amerikai színésznő                               | 076 |        |
| november 24. | Fenyvesi László          | labdarúgó, edző                                  | 085 | –      |
| november 23. | Hervé Bromberger         | francia forgatókönyvíró és filmrendező           | 075 |        |
| november 23. | Kalocsai Margit          | tornász                                          | 083 | –      |
| november 22. | Anthony Burgess          | angol író, költő, zeneszerző, műfordító          | 076 | –      |
| november 21. | Bill Bixby               | amerikai színész és filmrendező                  | 059 |        |
| november 21. | Bruno Rossi              | olasz-amerikai fizikus                           | 088 |        |
| november 20. | Emile Ardolino           | olasz színész, filmrendező, producer             | 050 | –      |
| november 20. | Christopher Frank        | brit-francia író, forgatókönyvíró, filmrendező   | 050 |        |
| november 19. | Leonyid Iovics Gajdaj    | szovjet-orosz filmrendező (Halló, itt Iván cár!) | 070 |        |
| november 19. | Hans Peter Richter       | német író                                        | 068 |        |
| november 18. | Anemone Latzina          | erdélyi szász költő, műfordító                   | 051 | –      |
| november 16. | Luciano Leggio           | olasz maffiózó, a Corleonesi klán feje           | 068 | –      |
| november 16. | Lucia Popp               | szlovák opera-énekesnő                           | 054 |        |
| november 16. | Achille Zavatta          | francia cirkuszi előadóművész, bohóc, zenész     | 078 |        |
| november 14. | Béres András             | néprajzkutató                                    | 065 | –      |
| november 11. | Gulyás György            | karnagy, zenetanár                               | 077 |        |
| november 9.  | Bárdos Kornél Albert     | katolikus pap, egyházkarnagy                     | 072 |        |
| november 8.  | Perényi László           | színész                                          | 083 |        |
| november 8.  | Francisco Zuluaga        | kolumbiai labdarúgó, edző                        | 064 | –      |
| november 7.  | Adelaide Hall            | amerikai-brit dzsessz-énekesnő                   | 092 |        |
| november 6.  | Torsten Fenslau          | német lemezlovas, zenei producer (Culture Beat)  | 029 |        |
| november 3.  | Lev Szergejevics Tyermen | szovjet fizikus, zenész, a teremin feltalálója   | 097 |        |
| november 1.  | Severo Ochoa             | Nobel-díjas spanyol-amerikai orvos, biokémikus   | 088 | –      |

## Október
| Dátum       | Név               | Foglalkozás / tisztség                                | Kor | Forrás |
| ----------- | ----------------- | ----------------------------------------------------- | --- | ------ |
| október 31. | Federico Fellini  | olasz filmrendező, forgatókönyvíró                    | 073 | –      |
| október 31. | River Phoenix     | amerikai színész                                      | 023 | –      |
| október 29. | František Tokár   | többszörös világbajnok szlovák asztaliteniszező       | 068 | –      |
| október 27. | Rosztóczy István  | kutató orvos, mikrobiológus, az orvostudomány doktora | 050 |        |
| október 26. | Albert Hyzler     | máltai politikus, köztársasági elnök (1981–1982)      | 076 |        |
| október 21. | Melchior Ndadaye  | burundi politikus, államelnök (1993)                  | 040 |        |
| október 19. | Nagy Lajos        | politikus, országgyűlési képviselő                    | 078 | –      |
| október 18. | Feleki Kamill     | Kossuth-díjas színművész                              | 085 | –      |
| október 12. | Leon Ames         | amerikai színész                                      | 091 |        |
| október 11. | Lőrincze Lajos    | nyelvész                                              | 078 | –      |
| október 11. | Osman Sebrî       | kurd költő, író, újságíró                             | 088 | –      |
| október 7.  | Cyril Cusack      | ír színész                                            | 082 |        |
| október 7.  | Ferdinandy Mihály | író                                                   | 081 | –      |
| október 7.  | Kralovánszky Alán | régész, muzeológus                                    | 063 | –      |
| október 7.  | Agnes de Mille    | amerikai táncosnő és koreográfus                      | 088 |        |
| október 2.  | William Berger    | osztrák-amerikai színész                              | 065 |        |
| október 1.  | Janine Darcey     | francia színésznő                                     | 076 |        |
| október 1.  | Sigurð Joensen    | feröeri író, jogász, politikus                        | 082 |        |

## Szeptember
| Dátum          | Név                             | Foglalkozás / tisztség                                                             | Kor | Forrás |
| -------------- | ------------------------------- | ---------------------------------------------------------------------------------- | --- | ------ |
| szeptember 29. | Gordon Douglas                  | amerikai színész és filmrendező                                                    | 085 |        |
| szeptember 21. | Fernand Ledoux                  | belga-francia színész                                                              | 096 |        |
| szeptember 20. | Erich Hartmann                  | német katonatiszt, minden idők legeredményesebb (352 légi győzelem) vadászpilótája | 071 | –      |
| szeptember 17. | Thomas Robert Shannon Broughton | kanadai ókortörténész, prozopográfus                                               | 093 |        |
| szeptember 17. | Suka Sándor                     | magyar színművész                                                                  | 072 | –      |
| szeptember 16. | Maxa Nordau                     | francia festő                                                                      | 096 | –      |
| szeptember 15. | Maurice Yaméogo                 | felső-voltai politikus, köztársasági elnök (1959–1966)                             | 071 |        |
| szeptember 14. | Bólya Péter                     | író                                                                                | 049 | –      |
| szeptember 12. | Raymond Burr                    | kanadai színész                                                                    | 076 |        |
| szeptember 7.  | Christian Metz                  | francia szociológus, filmteoretikus, szemiotikus                                   | 061 | –      |
| szeptember 5.  | Pek Tudzsin                     | dél-koreai politikus, miniszterelnök (1952–1953)                                   | 084 |        |
| szeptember 5.  | John Truscott                   | ausztrál színész, díszlet- és jelmeztervező                                        | 057 |        |
| szeptember 4.  | Baltasar Lobo                   | spanyol szobrász                                                                   | 083 |        |
| szeptember 2.  | Baróti Géza                     | író, újságíró                                                                      | 079 | –      |

## Augusztus
| Dátum         | Név                   | Foglalkozás / tisztség                             | Kor | Forrás |
| ------------- | --------------------- | -------------------------------------------------- | --- | ------ |
| augusztus 31. | Siegfried Schürenberg | német színész                                      | 093 |        |
| augusztus 30. | Richard Jordan        | amerikai színész                                   | 056 |        |
| augusztus 27. | Szűr Szabó József     | festő, grafikus, karikaturista                     | 091 | –      |
| augusztus 23. | Charles Scorsese      | amerikai színész, Martin Scorsese apja             | 080 |        |
| augusztus 21. | Fudzsijama Icsiró     | japán énekes, zeneszerző                           | 082 |        |
| augusztus 16. | Kitty O'Brien Joyner  | amerikai villamosmérnök, aerodinamikus             | 077 |        |
| augusztus 16. | Stewart Granger       | angol színész                                      | 080 |        |
| augusztus 10. | Øystein Aarseth       | norvég zenész                                      | 025 | –      |
| augusztus 10. | Irene Sharaff         | amerikai jelmeztervező                             | 083 |        |
| augusztus 8.  | Soós Gábor            | gazdaságpolitikus, miniszterhelyettes, államtitkár | 071 | –      |
| augusztus 6.  | Káldi Nóra            | Jászai Mari-díjas színésznő                        | 049 |        |
| augusztus 5.  | Vertel József         | grafikusművész, bélyegtervező                      | 071 | –      |
| augusztus 4.  | Gráber Margit         | festőművész                                        | 097 | –      |
| augusztus 1.  | Claire Du Brey        | amerikai színésznő                                 | 100 |        |

## Július
| Dátum      | Név                    | Foglalkozás / tisztség                                        | Kor | Forrás                                                      |
| ---------- | ---------------------- | ------------------------------------------------------------- | --- | ----------------------------------------------------------- |
| július 31. | I. Baldvin             | belga király                                                  | 063 | –                                                           |
| július 25. | Nan Grey               | amerikai színésznő                                            | 075 |                                                             |
| július 23. | Luís de Sttau Monteiro | portugál író                                                  | 067 |                                                             |
| július 19. | Elmar Klos             | cseh filmrendező                                              | 083 |                                                             |
| július 18. | Jean Negulesco         | román származású amerikai forgatókönyvíró, filmrendező, festő | 093 |                                                             |
| július 17. | Dunay Pál              | Európa-bajnok vívó                                            | 084 | –                                                           |
| július 15. | Hugo Ballivián         | bolíviai katonatiszt, politikus, elnök (1951–1952)            | 095 | Archiválva 2020. július 18-i dátummal a Wayback Machine-ben |
| július 12. | Lily Bouwmeester       | holland színésznő                                             | 091 |                                                             |
| július 12. | Gusti Huber            | osztrák színésznő                                             | 078 |                                                             |
| július 10. | Kun Péter              | az Edda Művek gitárosa                                        | 026 | –                                                           |
| július 4.  | Anne Shirley           | amerikai színésznő                                            | 075 |                                                             |
| július 2.  | Hasret Gültekin        | kurd költő és zenész                                          | 022 | –                                                           |

## Június
| Dátum      | Név              | Foglalkozás / tisztség                                               | Kor | Forrás |
| ---------- | ---------------- | -------------------------------------------------------------------- | --- | ------ |
| június 30. | George McFarland | amerikai színész                                                     | 064 |        |
| június 29. | Héctor Lavoe     | Puerto Ricó-i salsa-énekes                                           | 046 |        |
| június 22. | Pat Nixon        | amerikai tanár, hivatalnok, Richard Nixon elnök felesége             | 081 |        |
| június 19. | William Golding  | Nobel-díjas angol író, költő                                         | 082 | –      |
| június 15. | James Hunt       | brit világbajnok (1976) Formula–1-es pilóta                          | 045 |        |
| június 13. | Ena Gregory      | ausztrál-amerikai színésznő                                          | 086 |        |
| június 13. | Donald Slayton   | amerikai űrhajós                                                     | 069 | –      |
| június 12. | Wilhelm Gliese   | német csillagász                                                     | 077 |        |
| június 11. | Bernard Bresslaw | angol színész (Folytassa... (14 rész), Támadás a Krull bolygó ellen) | 059 |        |
| június 11. | Ray Sharkey      | amerikai színész                                                     | 040 |        |
| június 10. | Francis Ebejer   | máltai író, drámaíró                                                 | 067 |        |
| június 10. | Richard Webb     | amerikai színész                                                     | 077 |        |
| június 9.  | Alexis Smith     | kanadai-amerikai színésznő                                           | 072 |        |
| június 6.  | Mort Mills       | amerikai színész                                                     | 074 |        |
| június 5.  | Conway Twitty    | amerikai country énekes                                              | 060 | –      |

## Május
| Dátum     | Név            | Foglalkozás / tisztség                      | Kor | Forrás |
| --------- | -------------- | ------------------------------------------- | --- | ------ |
| május 27. | Serge Leroy    | francia forgatókönyvíró és filmrendező      | 056 |        |
| május 24. | Carl Billquist | svéd színész                                | 060 |        |
| május 24. | Cseres Tibor   | író                                         | 078 | –      |
| május 20. | Farádi László  | magyar orvos, politikus, miniszterhelyettes | 084 |        |
| május 7.  | Mary Philbin   | amerikai színésznő                          | 089 |        |
| május 6.  | Ann Todd       | brit színésznő                              | 084 |        |
| május 2.  | id. Máthé Imre | botanikus, agrobotanikus, az MTA tagja      | 082 | –      |
| május     | Lengyel Árpád  | olimpiai bronzérmes, Európa-bajnok úszó     | 078 |        |

## Április
| Dátum       | Név                 | Foglalkozás / tisztség                                    | Kor | Forrás                                                       |
| ----------- | ------------------- | --------------------------------------------------------- | --- | ------------------------------------------------------------ |
| április 28. | Diva Diniz Corrêa   | brazil tengerbiológus                                     | 074 | Archiválva 2021. április 26-i dátummal a Wayback Machine-ben |
| április 27. | Csatlós János       | műfordító                                                 | 073 | –                                                            |
| április 24. | Gustl Bayrhammer    | német színész (Pumukli)                                   | 071 |                                                              |
| április 22. | Bertus Aafjes       | holland költő, író                                        | 078 | –                                                            |
| április 21. | Galeazzo Benti      | olasz színész, forgatókönyvíró                            | 069 |                                                              |
| április 19. | Pócza Lajos         | jogász, országgyűlési képviselő                           | 083 | –                                                            |
| április 18. | Werner Pochath      | osztrák színész                                           | 053 |                                                              |
| április 15. | John Tuzo Wilson    | kanadai geológus, geofizikus                              | 084 |                                                              |
| április 13. | Wallace Stegner     | amerikai író, történész, ökofilozófus                     | 084 |                                                              |
| április 10. | Juhász Gyula        | történész, az MTA tagja                                   | 063 | –                                                            |
| április 8.  | Stole Aranđelović   | szerb színész                                             | 062 |                                                              |
| április 7.  | Arleen Whelan       | amerikai színésznő                                        | 076 | [ 1 ]                                                        |
| április 5.  | Juhász-Nagy Pál     | ökológus, akadémikus                                      | 058 | –                                                            |
| április 4.  | Alfred Mosher Butts | a Scrabble (Betűtorony) játék feltalálója                 | 094 |                                                              |
| április 3.  | Gegesi Kiss Pál     | orvos, gyermekgyógyász, gyermekpszichológus, az MTA tagja | 093 |                                                              |

## Március
| Dátum       | Név                    | Foglalkozás / tisztség                                                    | Kor | Forrás |
| ----------- | ---------------------- | ------------------------------------------------------------------------- | --- | ------ |
| március 31. | Brandon Lee            | amerikai színész                                                          | 028 | –      |
| március 30. | Rubén Rojo             | spanyol származású mexikói színész                                        | 070 |        |
| március 29. | Szangak Szafarov       | tádzsik hadúr, bűnöző, háborús bűnös                                      | 065 |        |
| március 26. | Reuben Fine            | amerikai sakkozó és pszichológus                                          | 078 |        |
| március 24. | John Hersey            | Pulitzer-díjas amerikai író, újságíró                                     | 078 |        |
| március 23. | Hans Werner Richter    | német író                                                                 | 084 |        |
| március 20. | Polykarp Kusch         | Nobel-díjas német-amerikai fizikus                                        | 082 |        |
| március 18. | Gyetvai Elemér         | világbajnok asztaliteniszező                                              | 066 | –      |
| március 17. | Helen Hayes            | amerikai színésznő                                                        | 092 | –      |
| március 15. | Ricardo Arias Espinosa | panamai politikus, köztársasági elnök (1985–1986)                         | 080 | –      |
| március 14. | Ugrin József           | a KALOT egyik főszervezője, a Demokrata Néppárt országgyűlési képviselője | 083 | –      |
| március 11. | Tibor Donner           | magyar származású új-zélandi építész                                      | 085 |        |
| március 11. | Manuel da Fonseca      | portugál író                                                              | 081 |        |
| március 9.  | Kolbenheyer Tibor      | geofizikus, asztrofizikus, az MTA tagja                                   | 076 | –      |
| március 9.  | Edwin Vásquez Cam      | olimpiai bajnok (1948) perui sportlövő                                    | 070 |        |
| március 9.  | Max August Zorn        | német-amerikai matematikus                                                | 086 |        |
| március 5.  | Cyril Collard          | francia filmrendezö, színész, író                                         | 035 |        |
| március 5.  | Herschel Daugherty     | amerikai rendező és színész                                               | 082 |        |
| március 4.  | Théo Kerg              | luxemburgi festő, szobrász, grafikus                                      | 083 |        |
| március 2.  | André Bareau           | francia orientalista, buddhológus                                         | 071 |        |

## Február
| Dátum       | Név                   | Foglalkozás / tisztség                                                                        | Kor | Forrás |
| ----------- | --------------------- | --------------------------------------------------------------------------------------------- | --- | ------ |
| február 28. | Franco Brusati        | olasz filmrendező, forgatókönyvíró                                                            | 070 |        |
| február 28. | Joyce Carey           | brit színésznő                                                                                | 094 |        |
| február 28. | Honda Isiró           | japán filmrendező (Godzilla)                                                                  | 081 |        |
| február 28. | Ruby Keeler           | kanadai származású amerikai színésznő, táncosnő, énekesnő                                     | 082 |        |
| február 26. | Arthur Maria Rabenalt | osztrák színházi- és filmrendező                                                              | 087 |        |
| február 26. | Turopoli Géza         | magyar tisztviselő, vállalatvezető, országgyűlési képviselő                                   | 078 |        |
| február 24. | Bobby Moore           | angol válogatott labdarúgó                                                                    | 051 | –      |
| február 21. | Harvey Kurtzman       | amerikai képregényalkotó                                                                      | 068 | –      |
| február 20. | Ferruccio Lamborghini | olasz gyáros, a Lamborghini autógyártó cég alapítója                                          | 076 |        |
| február 14. | Bacsik Elek           | dzsesszgitáros, dzsesszhegedűs, multiinstrumentalista (húros hangszerek)                      | 067 | –      |
| február 10. | Bengt Edlén           | svéd fizikus éscsillagász                                                                     | 086 |        |
| február 7.  | Mensáros László       | színész, rendező                                                                              | 067 | –      |
| február 5.  | Joseph L. Mankiewicz  | amerikai író, Oscar-díjas filmrendező                                                         | 084 | –      |
| február 2.  | François Reichenbach  | francia filmrendező                                                                           | 071 |        |
| február 1.  | Sven Thofelt          | olimpiai bajnok svéd öttusázó, olimpiai és világbajnoki ezüstérmes párbajtőrvívó, sportvezető | 088 |        |

## Január
| Dátum      | Név                       | Foglalkozás / tisztség                                        | Kor | Forrás |
| ---------- | ------------------------- | ------------------------------------------------------------- | --- | ------ |
| január 31. | Ruzicskay György          | festőművész                                                   | 097 | –      |
| január 29. | Gustav Hasford            | amerikai író, újságíró                                        | 045 |        |
| január 28. | Helen Sawyer Hogg         | kanadai-amerikai csillagász                                   | 087 |        |
| január 25. | Leah Neuberger            | világbajnok amerikai asztaliteniszező                         | 077 | –      |
| január 24. | Thurgood Marshall         | amerikai jogász, a Legfelsőbb Bíróság első afroamerikai tagja | 084 |        |
| január 24. | Uğur Mumcu                | török újságíró, író                                           | 050 | –      |
| január 23. | Robert Sutton Harrington  | amerikai csillagász                                           | 050 |        |
| január 23. | Péter Gábor               | az ÁVH egykori vezetője                                       | 087 | –      |
| január 22. | Alexander Bodon           | magyar származású holland építész                             | 086 |        |
| január 22. | Abe Kóbó                  | japán író                                                     | 068 | –      |
| január 20. | Joseph Anthony            | amerikai drámaíró, színész, filmrendező                       | 080 |        |
| január 20. | Audrey Hepburn            | angol-holland származású Oscar-díjas színésznő                | 064 | –      |
| január 18. | Eleanor Hibbert           | angol író                                                     | 086 |        |
| január 17. | Julio Coll                | spanyol forgatókönyvíró és filmrendező                        | 073 |        |
| január 17. | Vámos Imre                | író, újságíró                                                 | 066 | –      |
| január 16. | Glenn Corbett             | amerikai színész                                              | 059 |        |
| január 15. | Sammy Cahn                | amerikai zenész, dalszerző                                    | 079 |        |
| január 6.  | Dizzy Gillespie           | amerikai jazztrombitás, énekes, zenekarvezető, zeneszerző     | 075 | –      |
| január 6.  | Rudolf Hametovics Nurejev | orosz balett-táncos                                           | 055 | –      |
| január 6.  | Gaál József               | agrármérnök                                                   | 089 | –      |